# تف ناخت الثاني
كان تف ناخت الثاني أحد ملوك مصر القديمة حاكمًا لمدينة سايس في أوائل القرن السابع قبل الميلاد. الذي سبق الأسرة السادسة والعشرون.

## السيرة الذاتية
يُعرف تفناخت الثاني بشكل أساسي من خلال «ايجيبتياكا». بناءً على عمل مانيتون، دعا يوليوس أفريكانوس تف ناخت الثاني مؤسس الأسرة السادسة والعشرين بينما وضع مؤرخ آخر، يوسابيوس القيصري، أميريس النوبي قبله مباشرة. في كلتا الحالتين، نسب المؤرخان الفضل إلى ستيفينيتس لمدة 7 سنوات.
أطلق على هذا الحاكم لأول مرة «تف ناخت الثاني» من أجل تمييزه باسم «الزعيم العظيم للغرب» الذي اشتبك قبل عدة عقود ضد الملك الكوشي بعنخي من الأسرة المصرية الخامسة والعشرون وارتقى لاحقًا إلى الحكم تحت اسم تف ناخت، لتأسيس الأسرة قصية ر العمر الأسرة المصرية الرابعة والعشرون.
افترض كينيث كيتشن أن تف ناخت الثاني ربما كان أحد أقارب الملك با كن رع نف - ابن وخليفة تف ناخت الأول - الذي ربما قتل على يد شبتكو ثم حل محله أحد المؤمنين الحاكم، أميريس المذكورة أعلاه. وهكذا، وفقًا للمطبخ، أعاد تف ناخت الثاني فعليًا سلالة سايس، وحكم من 695 إلى 688 قبل الميلاد. ثم خلفه قريب آخر يُدعى نخاو با. من الممكن أن يكون العديد من الجعران مؤرخًا لهذه الفترة، ويحملون اسم العرش منيبر" و "إريبري"، ينتمي بالفعل إلى تف ناخت الثاني ونخاو با.
في عام 2011، قدم كيم ريهولت قضية أن تف ناخت الثاني هو والد الملك اللاحق نخاو الأول: وفقًا لبرديات من أم البريجات، كان الأخير ابن ملك يدعى تف ناخت، الخيار الأكثر احتمالاً هو تف ناخت الثاني.